# Heinrich von Berg

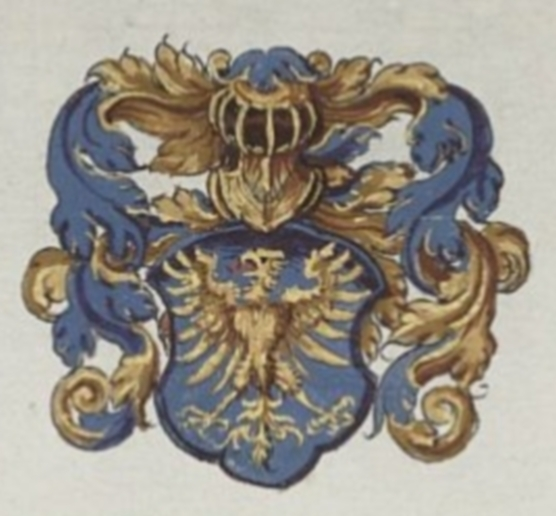
Wappen Heinrich III. von Berg nach Lorenz Fries: Chronik der Bischöfe von Würzburg, 1574–1582

Heinrich von Berg († 14. April 1197 in Würzburg) war 1169 bis 1171 Bischof von Passau und von 1191 bis 1197 Bischof von Würzburg.

## Herkunft
Heinrich von Berg stammt aus dem schwäbischen Grafengeschlecht der von Berg. Seine Eltern waren Diepold II. Graf von Berg-Schelklingen und Gisela von Dießen-Andechs. Seine jüngeren Brüder waren Diepold von Berg und Manegold von Berg, beide später ebenfalls Bischof von Passau. Der Freisinger Bischof Otto II. von Berg war auch sein Bruder. Als Neffe gilt Graf Berthold I. von Henneberg. Ein Onkel war Bischof Otto II. von Bamberg.
Nach der Zählung der Bischofsreihen ist Graf Heinrich als Passauer Bischof Heinrich I. und als Würzburger Bischof Heinrich III.

## Bischof von Passau
Heinrich begann seine geistliche Laufbahn als Domherr von Speyer und wurde von Friedrich Barbarossa bei der Wahl zum Bischof von Passau gegenüber dem Kandidaten von Papst Alexander III. Albo bevorzugt, musste aber wenig später im Jahre 1171 wieder abtreten und ihm folgte sein jüngerer Bruder Diepold. Heinrich begab sich wieder nach Speyer und stieg 1176 zum Dompropst auf und übernahm dieses Amt 1180 auch in Bamberg.

## Bischof von Würzburg
In der Reichspolitik trat er 1193 in Erscheinung, als der Kaiser zu Gast in Würzburg war und mit Herzog Leopold von Österreich am 14. Februar einen Vertrag über die Auslieferung des englischen Königs Richard Löwenherz aushandelte, der bei der Rückkehr vom Dritten Kreuzzug in Gefangenschaft geraten war.